# Destinazione del padre di famiglia
La destinazione del padre di famiglia è un modo di acquisto a titolo originario, del diritto reale assoluto di servitù prediale apparente, cioè basata su opere che si vedono a occhio nudo, anche costruite nel sottosuolo (e.g. acquedotti, elettrodotti, metanodotti, strade, spazi per parcheggiare).
È il rapporto di servizio stabilito fra due fondi che, in passato, sono stati appartenenti allo stesso proprietario. Ad esempio: su uno solo di due fondi che appartenevano a uno stesso proprietario c'è una sorgente d'acqua e il loro proprietario aveva costruito un acquedotto per portare l'acqua all'altro fondo.
Esso ha luogo quando due fondi attualmente divisi sono stati posseduti in passato da un medesimo proprietario, il quale abbia lasciato le cose nello stato in cui erano, stato dal quale risulta dunque il diritto di godimento di servitù che grava su un fondo (codice civile italiano, art. 1062). Nell'esempio sopra, il diritto di servitù prediale grava sul fondo con la fonte d'acqua (il fondo servente), siccome il nuovo proprietario non può godere liberamente e pienamente della fonte d'acqua e non può smantellare o boicottare l'acquedotto finché grava il diritto di servitù (che si può esercitare per massimo 20 anni o, in caso in cui il proprietario è una persona giuridica, per massimo 30 anni).
La destinazione del padre di famiglia è uno dei 5 modi in cui si acquista il diritto di servitù prediale: tramite contratto di servitù prediale, tramite testamento, automaticamente per legge (servitù coattiva), per decisione di un giudice (servitù coattiva) e per usucapione in 20 anni. L'acquisto del diritto di servitù prediale in questa casistica è a titolo originario siccome non deriva da un atto negoziale, come un contratto di servitù prediale o un testamento.